# Nikita Alexandrowitsch Tschernow
Nikita Alexandrowitsch Tschernow (russisch Никита Александрович Чернов, englisch Nikita Chernov, * 14. Januar 1996 in Wolschski) ist ein russischer Fußballspieler.

## Karriere

### Verein
Tschernow begann seine Karriere beim ZSKA Moskau, für den er im September 2014 im Cup debütierte. Im Januar 2016 wurde er an den Zweitligisten Baltika Kaliningrad verliehen.  Seit Juli 2019 spielt er für Krylja Sowetow Samara in der russischen ersten Liga.

### Nationalmannschaft
Tschernow spielte für diverse Jugendnationalteams. 2015 wurde er erstmals für die Herren nominiert. Sein Debüt gab er im Juni 2015 im Testspiel gegen Belarus.